# Tricholoba
Tricholoba is een geslacht van vlinders van de familie tandvlinders (Notodontidae), uit de onderfamilie Notodontinae.

## Soorten
- T. atriclathrata Hampson, 1910
- T. biguttata Berio, 1937
- T. carteri (Druce, 1887)
- T. glaphira (Kiriakoff, 1955)
- T. grisescens (Kiriakoff, 1954)
- T. immodica Strand, 1911
- T. intensiva Gaede, 1928
- T. magnifica Viette, 1955
- T. minuta Kiriakoff, 1979
- T. squalidula Strand, 1911
- T. straminea Kiriakoff, 1960
- T. trisignata Strand, 1911
- T. unicolor Kiriakoff, 1979